# Мюлен (Штирия)
Мюлен (нем. Mühlen (Steiermark) или Mühlen am Zirbitzkogel) — ярмарочная община (нем. Marktgemeinde) в Австрии, в федеральной земле Штирия.
Входит в состав округа Мурау. Население составляет 885 человек (на 31 декабря 2014 года). Занимает площадь 50,66 км².

## Фотографии

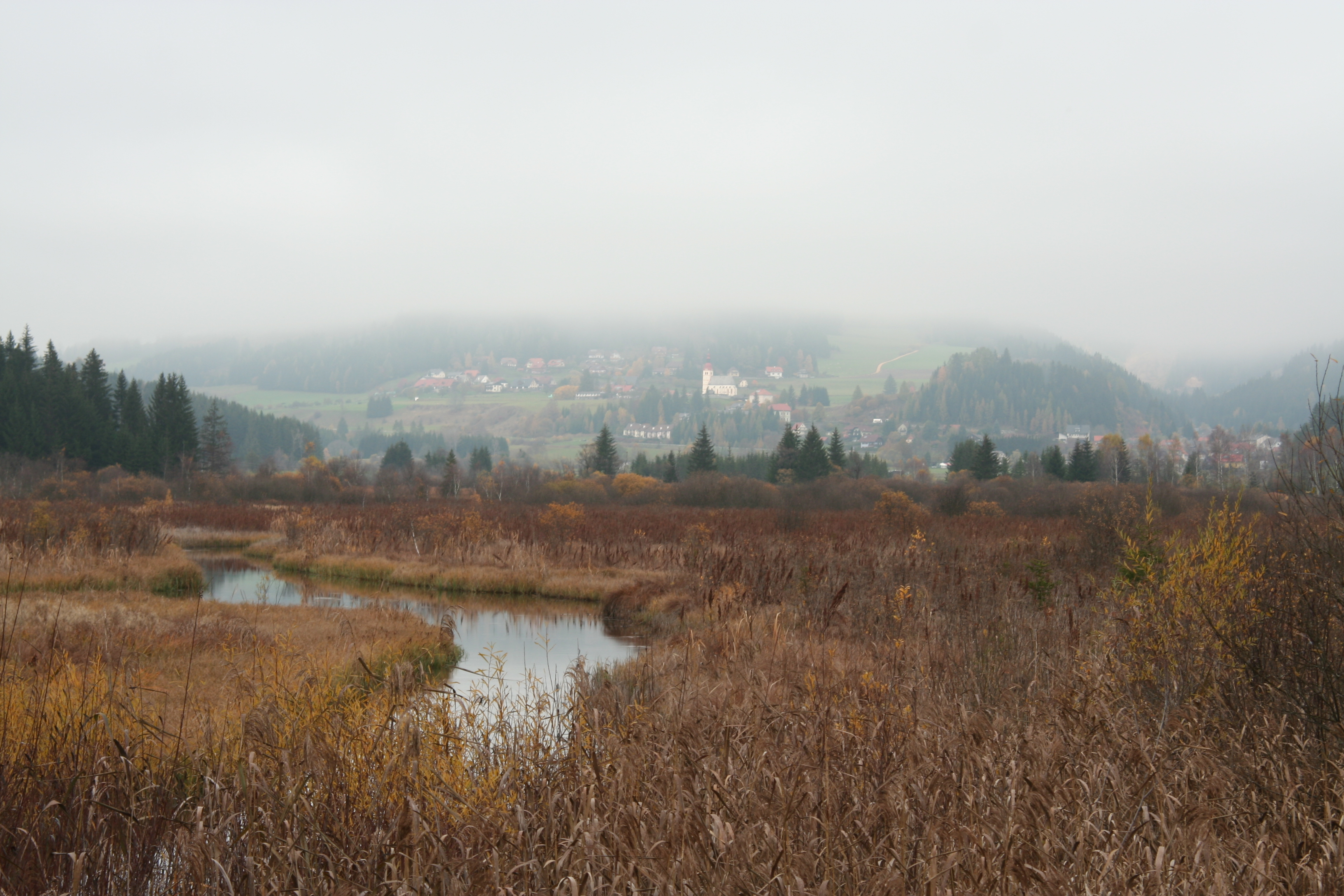
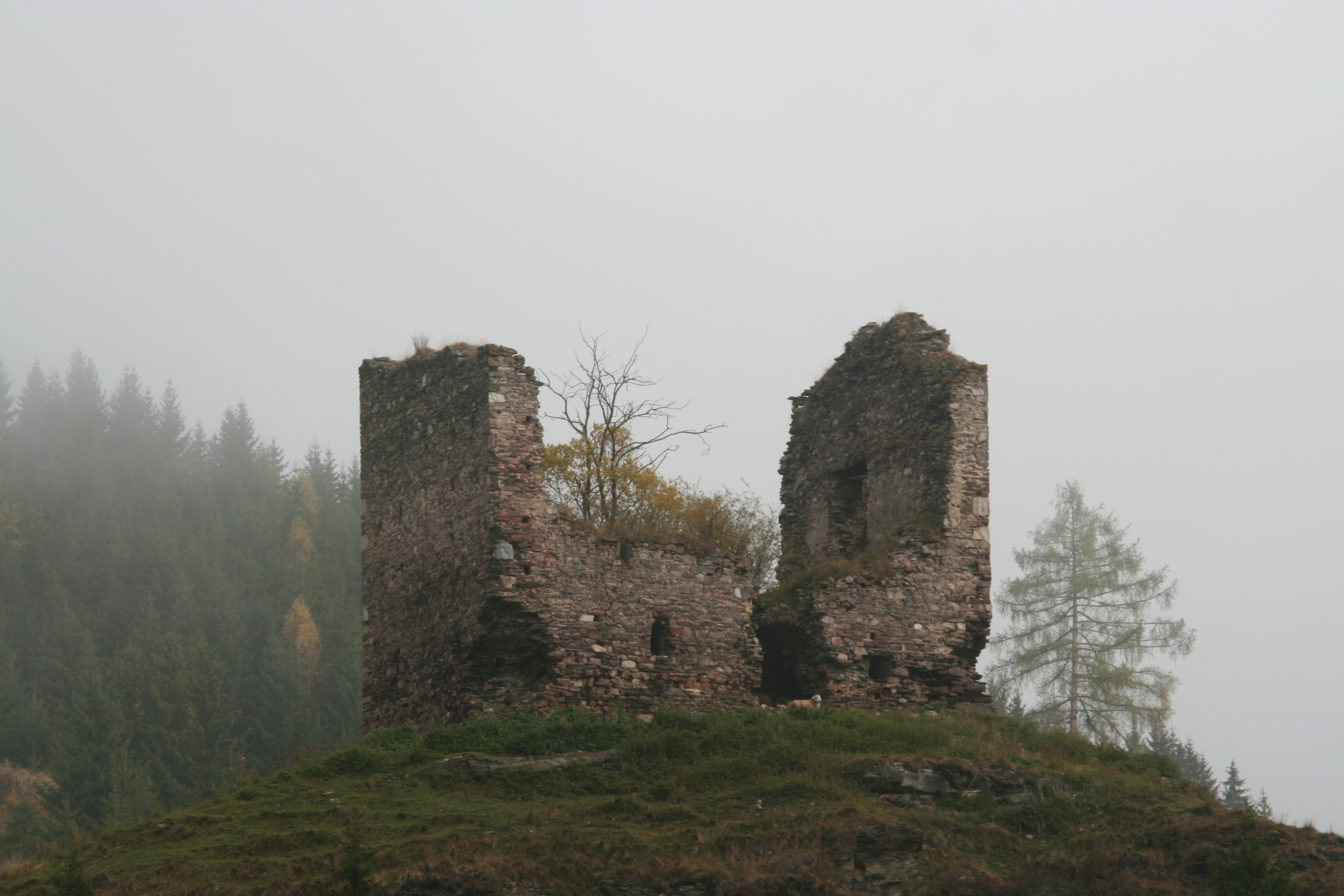

## Политическая ситуация
Выборы — 2005
Бургомистр общины — Херберт Грисер (СДПА) по результатам выборов 2005 года.
Совет представителей общины (нем. Gemeinderat) состоит из 15 мест.
Распределение мест:
- СДПА занимает 9 мест;
- местный список: 5 мест;
- АПС занимает 1 место.

Выборы — 2010
Бургомистр общины — Херберт Грисер (СДПА) по результатам выборов 2010 года.
Совет представителей общины состоит из 15 мест.
Распределение мест:
- СДПА занимает 8 мест;
- АНП занимает 5 мест;
- АПС занимает 2 места.

Выборы — 2015
Бургомистр общины — Херберт Грисер (СДПА) по результатам выборов 2015 года.
Совет представителей общины состоит из 9 мест.
Распределение мест:
- СДПА занимает 6 мест;
- АНП занимает 2 места;
- АПС занимает 1 место.

## Лицензия
- Лицензия: Namensnennung 3.0 Österreich (CC BY 3.0 AT) (нем.)
- Лицензия (Штирия):  «Datenquelle: CC-BY-3.0: Land Steiermark — data.steiermark.gv.at» (нем.)